# Praelongorthezia acapulcoa
Praelongorthezia acapulcoa är en insektsart som först beskrevs av Morrison 1952.  Praelongorthezia acapulcoa ingår i släktet Praelongorthezia och familjen vaxsköldlöss. Inga underarter finns listade i Catalogue of Life.